# Blohm & Voss BV 138
O Blohm & Voss BV 138 Seedrache foi um hidroavião trimotor que serviu a Luftwaffe durante a Segunda Guerra Mundial. A sua missão consistia em patrulha marítima e reconhecimento aéreo.
Um total de 272 unidades foram construídas, em 1938 e 1943.